# Raión de Nikoláyevsk
El raión de Nikoláyevsk (ruso: Никола́евский райо́н) es un distrito administrativo y municipal (raión) ruso perteneciente a la óblast de Volgogrado. Se ubica en el noreste de la óblast. Su capital es Nikoláyevsk.
En 2021, el raión tenía una población de 28 914 habitantes. Tres cuartas partes de los habitantes son rusos étnicos, quienes conviven con un 15% de kazajos y un 10% de diversas minorías étnicas.
El raión se ubica en la costa oriental del embalse de Volgogrado, frente a la ciudad de Kamyshin. El embalse marca tanto el límite occidental del raión, correspondiente al paso del río Volga, como el septentrional, correspondiente a la desembocadura del río Yeruslán.

## Subdivisiones
Comprende la ciudad de Nikoláyevsk (la capital, que forma un ayuntamiento urbano sin pedanías) y 32 localidades rurales. Estas últimas se agrupan en los siguientes once asentamientos rurales:
- Baránovka (con sede en Krasni Meliorátor)
- Berezhnovka
- Put Ilyichá
- Levchunovka
- Léninskoye
- Novi Byt
- Ochkurovka
- Politotdélskoye
- "Sovjózskoye" (con sede en Razdólnoye)
- Solodushino
- Stepnovski